# WFV-Pokal 2009/10
WFV-Pokalsieger 2010 wurde der seinerzeitige Regionalligist VfR Aalen, der im Endspiel am 26. Mai 2010 im Ulmer Donaustadion den FV Illertissen besiegte. Mit dem Gewinn des WFV-Pokals qualifizierte sich der Klub für den DFB-Pokal 2010/11.
Der Titelgewinn war der siebte Pokalsieg in der Geschichte des VfR Aalen, damit schloss der Klub zum Rekordpokalsieger SSV Ulm 1846 auf. Im selben Jahr gewann die Mannschaft auch die Meisterschaft in der Regionalliga Süd 2009/10 und stieg in die 3. Liga auf. Der baden-württembergische Oberligist aus Illertissen verpasste bei seiner zweiten Finalteilnahme den erneuten Titelgewinn nach 1963, zwei Jahre später verabschiedete sich der Klub aus dem Zuständigkeitsbereich des Württembergischen Fußballverbands und wechselte zum Bayerischen Fußball-Verband.
Die ersten drei Runden des Pokalwettbewerbs wurden in vier regionalen Gruppen ausgetragen. Ab dem Achtelfinale wurde verbandsweit gespielt.

## Viertelfinale
|                         | Ergebnis |                        |
| ----------------------- | -------- | ---------------------- |
| FV Illertissen          | 2:0      | Stuttgarter Kickers II |
| SG Sonnenhof Großaspach | 0:3      | 1. FC Heidenheim       |
| SV Bonlanden            | 1:0      | Stuttgarter Kickers    |
| FSV 08 Bissingen        | 0:7      | VfR Aalen              |

* Klassentiefere Mannschaften genießen Heimrecht

## Halbfinale
|                | Ergebnis |                  |
| -------------- | -------- | ---------------- |
| FV Illertissen | 1:0      | 1. FC Heidenheim |
| SV Bonlanden   | 1:3      | VfR Aalen        |

* Klassentiefere Mannschaften genießen Heimrecht

## Finale
| Paarung        | FV Illertissen – VfR Aalen |
| Ergebnis       | 1:4 (0:0) |
| Datum          | 26. Mai 2010 |
| Stadion        | Donaustadion, Ulm |
| Zuschauer      | 2.500 |
| Schiedsrichter | Stephan Gerster (Oberteuringen) |
| Tore           | 0:1 Grüttner (75.), 0:2 Klar (78., Eigentor), 1:2 Klar (81.), 1:3 Lechleiter (82.), 1:4 Zimmermann (90.+3') |
| FV Illertissen | Manuel Schoppel - Michael Hornung, Ulrich Klar, Gerold Skowranek, Harald Holzapfel - Wolfgang Erhard (71. Philipp Birk-Braun), Joachim Zweifel, Simon Zweifel, Steffen Kuhn - Oliver Wild (87. Bastian Heidecker), Christian Sameisla (54. Thorsten Rinke) Cheftrainer: Karl-Heinz Bachthaler                             |
| VfR Aalen      | Daniel Bernhardt - Thomas Scheuring, Aytaç Sulu, Andreas Hofmann, Tim Bauer - Ralf Kettemann (90. Demir Januzi), Benjamin Barg, Lukas Foelsch (70. Fabian Liesenfeld), Martin Dausch (64. Mario Hohn) - Marco Grüttner (87. Michael Schiele), Robert Lechleiter (84. Alexander Zimmermann) Cheftrainer: Rainer Scharinger |